# آندروماکی (خواننده)
آندروماکی (به انگلیسی: Andromache) (زاده ۱۲ اکتبر ۱۹۹۴) خواننده آلمانی است.
او نماینده آلمان در یوروویژن ۲۰۲۲ بود.